# Выборы в Европейский парламент в Хорватии (2024)
Выборы в Европейский парламент в Хорватии состоялись 9 июня 2024 года. Они стали четвёртыми выборами в стране с момента вступления Хорватии в Европейский союз в 2013 году и первыми европейскими выборами после выхода Великобритании из Европейского союза. В Хорватии они стали вторые выборы в «супервыборном году» для страны 2024 году после апрельских парламентских выборов и перед президентскими. 

## Предвыборная обстановка
После предыдущих выборов 2019 года премьер-министр Андрей Пленкович был переизбран на парламентских выборах 2020 и 2024 годов. После последних правящая партия Хорватское демократическое содружество, не получившая абсолютного большинства, сформировала коалиционное правительство с правым Отечественным движением. 

## Избирательная система
По сравнению с прошлыми выборами, Хорватия имела право на одного депутата Европарламента больше, чем на предыдущих выборах 2020 года в связи с перераспределением голосов после Brexit. 12 депутатов избираются по системе полуоткрытого пропорционального представительства по единому общенациональному округу, а места распределяются методом д'Ондта. Избирательный порог установлен в размере 5%, но в связи с процедурой распределения мест, как минимум одно место гарантируется только при доле голосов не менее 8,33%.
Все граждане Хорватии, имеющие гражданство Хорватии и имеющие основное место жительства в Хорватии, граждане Хорватии, не имеющие постоянного места жительства в Хорватии, и другие граждане Союза, имеющие основное место жительства в Хорватии, имеют право голосовать на выборах в Европейский парламент в Хорватии. Кроме того, право голоса имеют лица, достигшие 18 лет к дню выборов. Регистрация избирателей требуется только для граждан ЕС, не являющихся гражданами Хорватии и проживающих в Хорватии, в то время как граждане Хорватии автоматически регистрируются по месту жительства.

## Результаты
|            |                                                     |           |        |       |       |  |
| Партия     | Партия                                              | Голоса    | Голоса | Места | Места |  |
| Партия     | Партия                                              | Число     | %      | Число | +/-   |  |
|            | Хорватское демократическое содружество              | 264 415   | 35,13  | 6     | +2    |  |
|            | Реки правды                                         | 192 859   | 25,62  | 4     | 0     |  |
|            | Отечественное движение                              | 66 541    | 8,84   | 1     | новая |  |
|            | Мы можем!                                           | 44 670    | 5,93   | 1     | +1    |  |
|            | Справедливый плейлист 9                             | 41 710    | 5,54   | 0     | -1    |  |
|            | Независимый список Нины Скочак                      | 30 369    | 4,03   | 0     | новая |  |
|            | Мост-Хорватские суверенисты-Хорватская партия прав  | 30 155    | 4,01   | 0     | -1    |  |
|            | Закон и справедливость                              | 22 425    | 2,98   | 0     | -2    |  |
|            | Определённость и справедливость                     | 10 328    | 1,37   | 0     | новая |  |
|            | Независимый список Ладислава Ильчича                | 9 156     | 1,22   | 0     | новая |  |
|            | Независимый Ричард                                  | 8 757     | 1,16   | 0     | новая |  |
|            | Хорватская партия пенсионеров                       | 5 235     | 0,70   | 0     | новая |  |
|            | Рабочий фронт                                       | 4 729     | 0,63   | 0     | 0     |  |
|            | Пенсионеры вместе                                   | 4 298     | 0,57   | 0     | новая |  |
|            | Движение за охрану животных                         | 3 060     | 0,41   | 0     | новая |  |
|            | Аграрная партия                                     | 2 840     | 0,38   | 0     | новая |  |
|            | Партия Ивана Пернара                                | 2 280     | 0,30   | 0     | новая |  |
|            | Зелёная альтернатива — устойчивое развитие Хорватии | 1 636     | 0,22   | 0     | 0     |  |
|            | Автохтонная хорватская партия прав                  | 1 402     | 0,19   | 0     | 0     |  |
|            | Республика                                          | 1 099     | 0,15   | 0     | новая |  |
|            | Движение за современную Хорватию                    | 1 005     | 0,13   | 0     | 0     |  |
|            | Хорватская партия гражданского сопротивления        | 986       | 0,13   | 0     | новая |  |
|            | Далмацинское действие                               | 973       | 0,13   | 0     | новая |  |
|            | Праведная Хорватия                                  | 963       | 0,13   | 0     | новая |  |
|            | Общественное благо                                  | 770       | 0,10   | 0     | новая |  |
|            | Всего                                               | 752 661   | 100,00 | 12    | 0     |  |
|            | Действительные бюллетени                            | 752 661   | 98,50  |       |       |  |
|            | Недействительные/Пустые бюллетени                   | 11 428    | 1,50   |       |       |  |
|            | Всего голосов                                       | 764 089   | 100,00 |       |       |  |
|            | Зарегистрированных избирателей/Явка                 | 3 731 860 | 20,47  |       |       |  |
| Источники: |                                                     |           |        |       |       |  |